# Barichneumon fuscatus
Barichneumon fuscatus là một loài tò vò trong họ Ichneumonidae.